# Spinomantis bertini
Espèce
Synonymes
- Gephyromantis bertini Guibé, 1947
- Mantidactylus bertini (Guibé, 1947)

Statut de conservation UICN

 NT  : Quasi menacé
Spinomantis bertini est une espèce d'amphibiens de la famille des Mantellidae.

## Répartition

Aire de répartition de Spinomantis bertini.

Cette espèce est endémique de Madagascar. Elle se rencontre de 500 à 1 300 m d'altitude de Ranomafana jusqu'au parc national d'Andohahela,.

## Description
Spinomantis bertini mesure de 22 à 23 mm pour les mâles et de 25 à 28 mm pour les femelles.

## Étymologie
Cette espèce est nommée en l'honneur de Léon Bertin.

## Publication originale
- Guibé, 1947 : Trois Gephyromantis nouveaux de Madagascar (Batraciens). Bulletin du Muséum national d'histoire naturelle, sér. 2, vol. 19, p. 151-155 (texte intégral).